# Federico Sellecchia
Federico Julián Sellecchia (Ciudad de San Martín, Argentina; 2 de julio de 1994) es un futbolista argentino. Juega de delantero y su equipo actual es Villa Dálmine de la Primera B Metropolitana.

## Trayectoria
Federico Sellecchia inició su carrera en las divisiones inferiores de Chacarita Juniors. En 2016, dio el salto al Central Bellester de la Primera D, donde brilló al disputar 32 partidos y anotar 7 goles durante su primera temporada.
Durante la temporada 2017-2018, se unió al Argentino de Merlo, continuando en la Primera D. Posteriormente, en la temporada 2018-2019, formó parte de C. S. D. Liniers. 
Su talento y olfato goleador llamó la atención y, el 15 de julio de 2019, firmó contrato con el Acassuso de la Primera B Metropolitana. En el ssuso, se consolidó como una figura destacada en el ataque, disputando 79 partidos y marcando 22 goles en 3 años y medio.
El 14 de diciembre de 2022, fue presentado como refuerzo del Royal Pari, equipo de la Primera División de Bolivia, para la temporada 2023.

## Estadísticas
Actualizado al último partido disputado el 6 de diciembre de 2023.
| Club                                 | Div.          | Temporada     | Liga  | Liga  | Copas nacionales | Copas nacionales | Copas internacionales | Copas internacionales | Total | Total |
| Club                                 | Div.          | Temporada     | Part. | Goles | Part.            | Goles            | Part.                 | Goles                 | Part. | Goles |
| ------------------------------------ | ------------- | ------------- | ----- | ----- | ---------------- | ---------------- | --------------------- | --------------------- | ----- | ----- |
| C. S. D. Central Bellester Argentina | 5.ª           | 2016-17       | 32    | 7     | —                | —                | —                     | —                     | 32    | 7     |
| C. S. D. Central Bellester Argentina | Total club    | Total club    | 32    | 7     | 0                | 0                | 0                     | 0                     | 32    | 7     |
| C. A. Argentino Argentina            | 5.ª           | 2017-18       | 19    | 2     | —                | —                | —                     | —                     | 19    | 2     |
| C. A. Argentino Argentina            | Total club    | Total club    | 19    | 2     | 0                | 0                | 0                     | 0                     | 19    | 2     |
| C. S. D. Liniers Argentina           | 5.ª           | 2018-19       | 30    | 11    | —                | —                | —                     | —                     | 30    | 11    |
| C. S. D. Liniers Argentina           | Total club    | Total club    | 30    | 11    | 0                | 0                | 0                     | 0                     | 30    | 11    |
| C. A. Acassuso Argentina             | 3.ª           |               |       |       |                  |                  |                       |                       |       |       |
| C. A. Acassuso Argentina             | 3.ª           | 2019-20       | 19    | 4     | —                | —                | —                     | —                     | 19    | 4     |
| C. A. Acassuso Argentina             | 3.ª           | 2021          | 29    | 8     | —                | —                | —                     | —                     | 29    | 8     |
| C. A. Acassuso Argentina             | 3.ª           | 2022          | 30    | 10    | 1                | 0                | —                     | —                     | 31    | 10    |
| C. A. Acassuso Argentina             | Total club    | Total club    | 78    | 22    | 1                | 0                | 0                     | 0                     | 79    | 22    |
| Royal Pari F. C. · Bolivia           | 1.ª           | 2023          | 28    | 8     | 12               | 0                | —                     | —                     | 40    | 8     |
| Royal Pari F. C. · Bolivia           | Total club    | Total club    | 28    | 2     | 12               | 0                | 0                     | 0                     | 40    | 8     |
| Olancho F. C. Honduras               | 1.ª           | 2024          | 0     | 0     | —                | —                | —                     | —                     | 0     | 8     |
| Olancho F. C. Honduras               | Total club    | Total club    | 0     | 0     | 0                | 0                | 0                     | 0                     | 0     | 0     |
| Total carrera                        | Total carrera | Total carrera | 134   | 8     | 6                | 0                | 3                     | 0                     | 143   | 8     |